# Block House

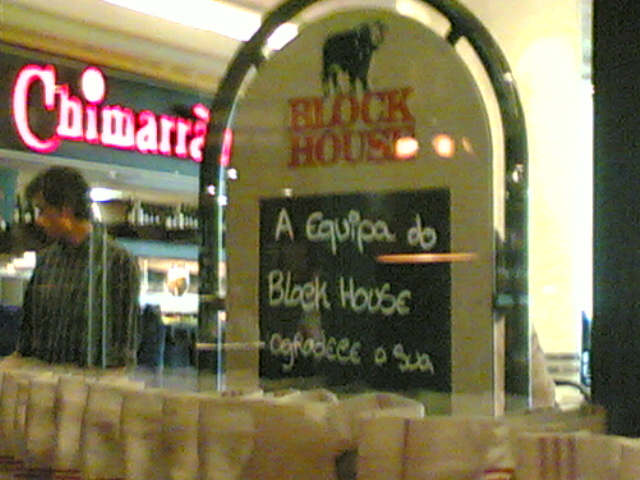
Restaurante Block House em Oeiras

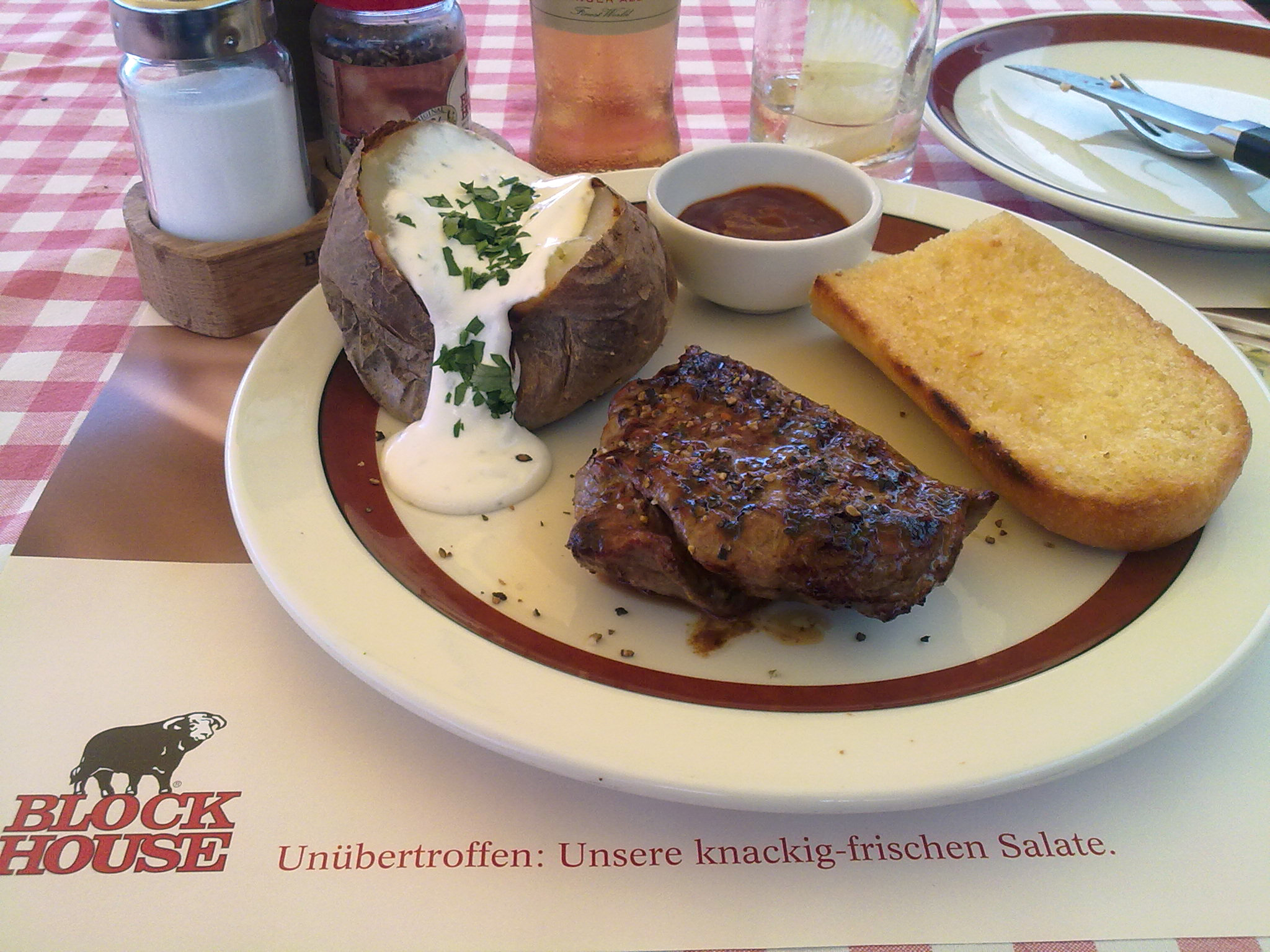
Bife no restaurante Block House de Oeiras

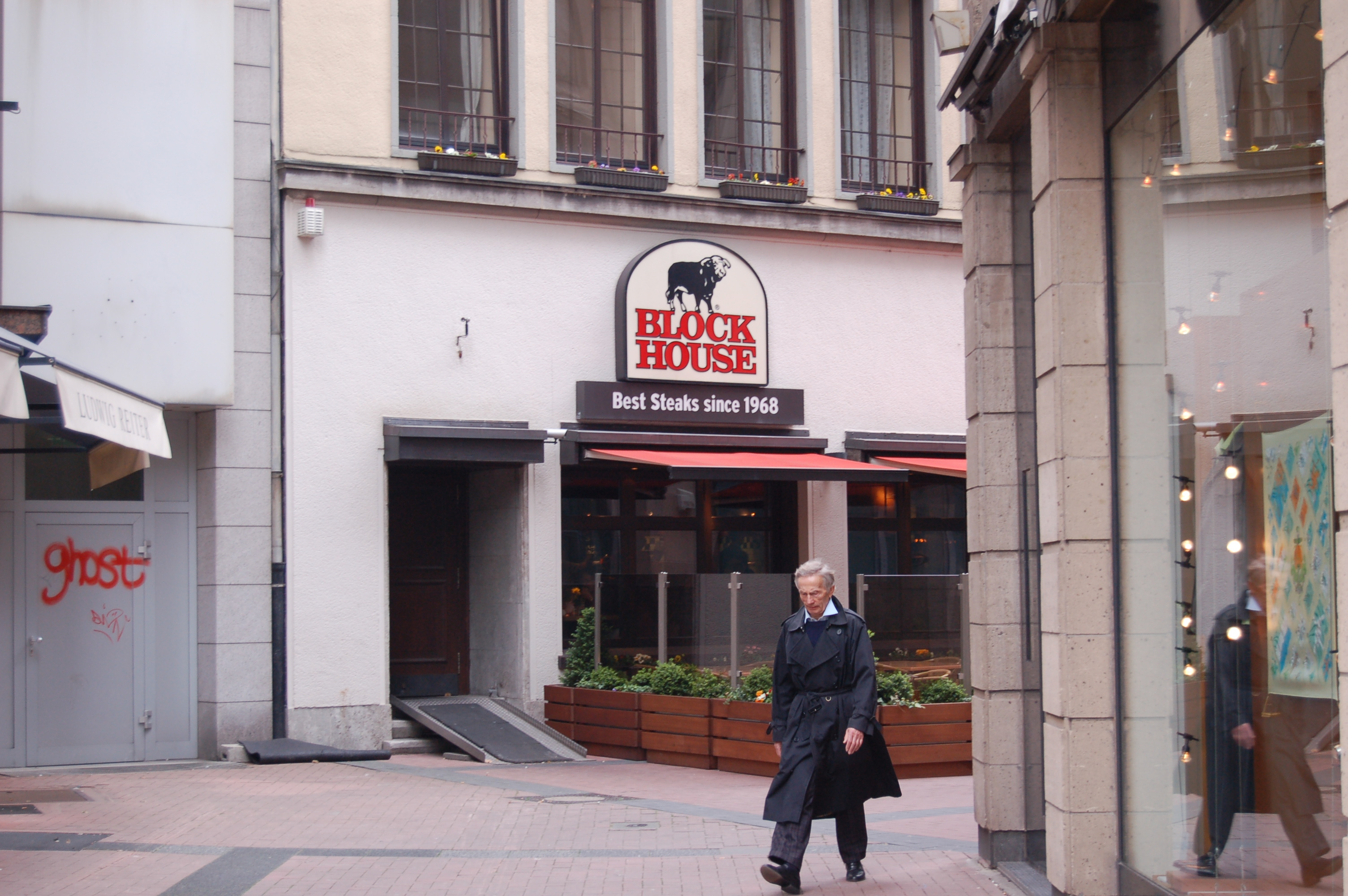
Restaurante Block House em Düsseldorf

Block House é uma cadeia alemã de restaurantes fundada em 1968, em Hamburgo. É especializada em bifes. O seu fundador foi Eugen Block, um gastrónomo de Hamburgo.
A cadeia de restaurantes pertence ao grupo Block, que detém outras 12 empresas, entre as quais um Hotel e uma escola de gestão de empresas relacionadas com gastronomia.
Algumas das imagens de marca dos bifes da Block House são a utilização de alho na marinada da carne e o seu tempero especial. A empresa produz a sua própria pimenta para bifes, que é na realidade composta por uma mistura de pimenta, cebola e alho.
Muitos bifes e outros pratos servidos nos restaurantes da Block House são de inspiração norte-americana, como testemunham, por exemplo, as batatas assadas com natas, que acompanham uma grande parte deles.
A carne utilizada nos restaurantes é seleccionada, cortada e congelada em talhos próprios, como forma de oferecer melhores garantias de qualidade do produto final.
Possui 39 restaurantes no mundo inteiro, 32 dos quais na Alemanha. Neste país, existem restaurantes da Block House em Hamburgo, Berlim, Munique, Braunschweig, Hanôver, Düsseldorf e Estugarda. Fora da Alemanha, é possível encontrar restaurantes da Block House em Lisboa, Oeiras (nos arredores de Lisboa), Basileia, Marbelha, Málaga e Palma de Maiorca.
O grupo Block emprega cerca de 1400 trabalhadores.